# 순한문둥이박쥐
 순한문둥이박쥐(Eptesicus innoxius)는 애기박쥐과에 속하는 박쥐의 일종이다. 에콰도르 서부와 페루 북서부 지역에서 발견된다.